# Conte de Nadal (pel·lícula de 2001)
Conte de Nadal (títol original en anglès: Christmas Carol: The Movie) és una pel·lícula d'animació germano-britànica dirigida per Jimmy T. Murakami i estrenada l'any 2001. Aquesta història està treta d'un conte de Charles Dickens. Ha estat doblada al català.

## Argument
L'any 1857, a Boston, el vell avar Ebenezer Scrooge, es troba sol el vespre de Nadal. L'ànima de Nadal llavors li mostra tot el mal que ha fet al voltant d'ell.

## Repartiment (veus)
- Simon Callow: Ebenezer Scrooge
- Kate Winslet: Belle
- Nicolas Cage: Jacob Marley
- Jane Horrocks: Fantasma de Nadal del passat
- Michael Gambon: Fantasma de Nadal del present
- Rhys Ifans: Bob Cratchit
- Juliet Stevenson: Sra. Cratchit
- Robert Llewellyn: Vell Joe
- Iain Jones: Fred
- Colin McFarlane: Fezziwig
- Arthur Cox: Dr. Lambert
- Keith Wickham: M. Leach

## Premis
2001: Festival de Sitges: Secció oficial llargmetratges a concurs